# P. F. Sloan
P. F. "Flip" Sloan (Nueva York, 18 de septiembre de 1945 - Los Ángeles, 15 de noviembre de 2015) fue un cantante, compositor y productor discográfico estadounidense. En su faceta de compositor destacó durante la década de 1960 gracias a los numerosos éxitos escritos para artistas como Barry McGuire, The Searchers, Jan and Dean, Herman's Hermits, Johnny Rivers, The Grass Roots, The Turtles o The Mamas & the Papas. Muchas de sus composiciones fueron escritas en colaboración con Steve Barri. Entre sus más destacados éxitos figuran temas como "Eve of Destruction" (1965), "Secret Agent Man" (1966) y "A Must to Avoid" (1966).

## Biografía
Sloan nació en 1945 en Nueva York con el nombre de  Philip Gary Schlein, aunque posteriormente su padre cambió el apellido familiar por Sloan. Su familia se mudó a West Hollywood (California) en 1957. A los 13 años su padre le compró su primera guitarra y poco más tarde conoció a Elvis Presley en una tienda de discos, quien le regaló una improvisada lección de música. En 1959, con 14 años, "Flip" Sloan grabó el sencillo, "All I Want Is Loving" / "Little Girl in the Cabin" con el sello Aladdin Records.
A los 16 años, se convirtió en parte de la floreciente escena musical de Los Ángeles, consiguiendo un trabajo en el equipo de composición de la editorial musical Music Gems, que en ese momento era la editorial más grande de la Costa Oeste. Allí formó una tándem profesional con Steve Barri, y el dúo hizo varios intentos de grabar un sencillo de éxito bajo nombres como "Philip & Stephan", "The Rally-Packs", "The Wildcats", "The Street Cleaners", "Themes Inc". y "The Lifeguards". En 1963, llamaron la atención del ejecutivo de Screen Gems, Lou Adler, quien decidió usarlos como cantantes y músicos de apoyo (Sloan en guitarra principal y Barri en percusión) para Jan and Dean, a quienes dirigió. Sloan y Barri escribieron el tema musical que se incluyó en la película T.A.M.I. Show (1964) y fueron acreditados en todos los álbumes de Jan and Dean desde "Dead Man's Curve / The New Girl in School" a principios de 1964, hasta de "Command Performance" en 1965. Jan Berry usó a Sloan como la principal voz de falsete en lugar de Dean Torrence en el mayor éxito de la banda "The Little Old Lady from Pasadena". En esta época, Sloan y Barri también escribieron su primer éxito Top 100 en la lista Billboard de los Estados Unidos, "Kick That Little Foot Sally Ann", con arreglos de Jack Nitzsche e interpretado por Round Robin. 
En 1964 Lou Adler fundó Dunhill Records y contrató a Sloan y Barri como compositores. En Dunhill escribió o coescribió éxitos para muchos artistas, incluidos "Eve of Destruction" (Barry McGuire),  "You Baby" y "Let Me Be" (The Turtles), "A Must to Avoid" y "Hold On!" (Herman's Hermits), "Take Me For What I'm Worth" (The Searchers) y "Secret Agent Man" (Johnny Rivers). Esta última canción fue la melodía del tema para Danger Man, una serie de televisión británica. 
Sloan también participó como guitarrista de sesión formando parte del grupo de músicos de sesión de Los Ángeles conocido como The Wrecking Crew, trabajando con músicos tan conocidos como el baterista Hal Blaine, el guitarrista Tommy Tedesco, el bajista Joe Osborn y el bajista/teclista Larry Knechtel, entre otros. Mientras trabajaba con Barry McGuire, Sloan creó y tocó una introducción de guitarra para a una nueva canción de John Phillips titulada "California Dreamin'", y la misma pista de acompañamiento se usó para la exitosa versión del grupo de Phillips, The Mamas & the Papas. Sloan generalmente tocó las pistas de guitarra principales en la mayoría de las canciones que escribió, incluido el famoso riff de "Secret Agent Man".
A mediados de los 60, Sloan y Barri grabaron junto a Larry Knechtel al teclado, Joe Osborn al bajo y Bones Howe en la batería, el tema "Where Were You When I Needed You" que publicaron bajo el nombre de "The Grass Roots". La canción fue presentada en numerosas emisoras de radio del Área de la Bahía de San Francisco, animados por el moderado interés despertado en torno a la banda, Sloan y Barri comenzaron la búsqueda de un grupo que quisiera adoptar el nombre y cantar sus temas. Reclutados los músicos, el tema "Where Were You When I Needed You" fue regrabado por el vocalista principal de la nueva banda, Willie Fulton, que más tarde  formaría parte del grupo de soul Tower of Power. A finales de 1965, the Grass Roots lanzaron su primer airplay oficial en varias emisoras del Sur de California, una versión del tema de Bob Dylan, "Mr. Jones (Ballad of a Thin Man)". La banda también fue utilizada por Dunhill Records para acompañar a artistas como The Mamas & the Papas y Barry McGuire. Sin embargo, la relación de los músicos con Sloan y Barri se rompió cuando el grupo exigió más espacio para sus propias composiciones. La formación se disolvió y se volvió a reclutar a una nueva banda para continuar el proyecto. Con un nuevo grupo de músicos, The Grass Roots tuvieron un enorme éxito durante el verano de 1967 con el tema "Let's Live for Today", versión en inglés de la canción "Piangi con me",de la banda italiana The Rokes. "Let's Live for Today" vendió más de un millón de copias y fue certificado disco de oro.
Durante el "verano del amor", Sloan actuó en solitario durante el último día del Fantasy Fair and Magic Mountain Music Festival, el 11 de junio de 1967. Tras dejar Dunhill, Sloan grabó un álbum en 1968 titulado Measure of Pleasure, producido por Tom Dowd y lanzado por ATCO. En 1969, el tema "New Design" se incluyó en el álbum Ruby, Don't Take Your Love To Town de Kenny Rogers. 
Después de 1969, Sloan abandonó la escena musical debido a problemas legales y a una larga enfermedad. Ya no volvió a grabar ni actuar durante décadas. Dejó su salud en manos del famoso gurú Sathya Sai Baba.
En 2005, Sloan realizó una serie de grabaciones con el productor Jon Tiven en Nashville, Tennessee. El álbum resultante, Sailover, fue lanzado en agosto de 2006 en el sello Hightone Records. Sailover fue una referencia velada al gurú que lo ayudó a recuperarse, proclamando que Sloan era un "Amante Sai". Tiven tocó la guitarra en el disco y su esposa Sally tocó el bajo. El álbum fue una mezcla de composiciones clásicas y nuevas, incluyendo varias canciones nuevas coescritas con Tiven. Los artistas invitados que colaboraron en e álbum incluyeron a Frank Black, Buddy Miller, Lucinda Williams, Felix Cavaliere, Tom Petersson y Gary Tallent. En 2014, la última serie de grabaciones de Sloan apareció en su álbum titulado My Beethoven. Estas grabaciones comenzaron cuando Sloan asistió a un concierto en Los Ángeles con composiciones de Beethoven que lo afectaron profundamente. Se centró en comprender completamente las similitudes entre el legendario compositor y él mismo. Este viaje de descubrimiento le llevó una década completa para completar. Aprendió a tocar y componer con un piano durante el proceso. El trabajo le permitió curar las heridas que encontró durante las pruebas y tribulaciones de su vida. Este último proyecto musical lo llevó a perdonar a sus transgresores, dejar atrás su ira y avanzar con paz, amor y serenidad por el resto de su vida.
P.F. Sloan falleció a consecuencia de un cáncer de páncreas el 15 de noviembre de 2015 en su casa de Los Ángeles a los 70 años de edad.